# Kvarnsveden IBC
Kvarnsveden Innebandy Club, Kvarnsvenden IBC eller KIBC, var en innebandyklubb i Kvarnsveden. KIBC hade herrlag från P-00 till A-Lag samt två flicklag. A-Laget låg i division 3 och KIBC hade även ett lag i division 5 som tidigare hette Borganäs.

## Historia
KIBC bildades 1992 av ett gäng killar som tyckte det var kul att spela innebandy. Namnet "Kvarnsveden Innebandy Club" valdes, enligt Tony Jansson, en av initiativtagarna, eftersom det lät internationellt.
Sommaren 2007 slogs KIBC ihop med Borlänge SK (BSK) och tog över alla deras ungdomslag. A-laget från BSK startade FC Kvarnsveden som låg i ett mycket nära samarbete med KIBC. FC Kvarnsveden "rekryterade" också ett damlag som tidigare hette Storsten. FCK damer spelar i division 2 och FCK herrar spelar också i division 2.
I slutet av maj 2008 slogs Borlängeklubbarna IF Domnarvet, FC Kvarnsveden och Kvarnsveden IBC ihop och blev IBF Borlänge. 